# Séries éliminatoires de la Ligue majeure de baseball

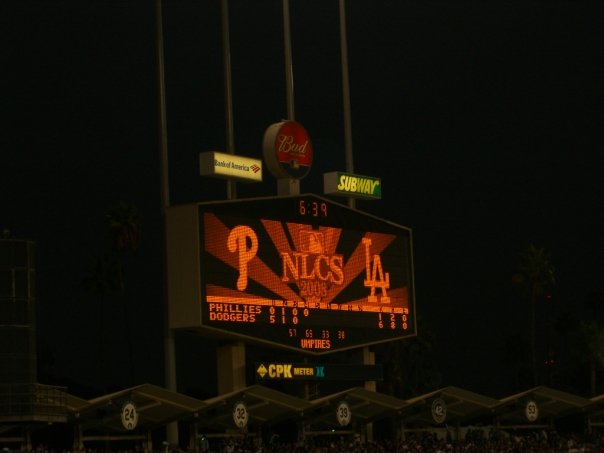
Tableau d'affichage du Dodger Stadium de Los Angeles durant la Série de championnat 2008 de la Ligue nationale de baseball.

Les séries éliminatoires de la Ligue majeure de baseball sont un tournoi disputé annuellement après la saison régulière de la Ligue majeure de baseball. 
Jouées sur 4 rondes et mettant aux prises 10 équipes, ces séries éliminatoires se terminent par la Série mondiale, une série au meilleur de 7 matchs qui couronne le champion annuel de la Ligue majeure de baseball, généralement dans les derniers jours du mois d'octobre. 
Les 4 rondes sont, dans l'ordre qu'elles sont jouées : la phase des matchs de meilleurs deuxièmes, les Séries de divisions, les Séries de championnat et la Série mondiale.

## Avant 1969: la Série mondiale
La Ligue majeure de baseball est formée de deux composantes : la Ligue nationale et la Ligue américaine. Les champions de ces deux ligues s'affrontent pour le titre ultime en Série mondiale depuis 1903. Celle-ci est jouée au meilleur de sept parties, un club devant gagner quatre matchs pour être le vainqueur, à l'exception des finales de 1903, 1919, 1920 et 1921 où elle s'est décidée au meilleur de neuf rencontres. De la première année où la Série mondiale fut disputée jusqu'à la saison 1968, les éliminatoires étaient essentiellement la Série mondiale puisque les champions de chaque ligue (et participants à cette grande finale) étaient choisis en fonction de leur nombre de victoires en saison régulière. 
L'équipe gagnante est consacrée championne. Les Yankees de New York détiennent le record de participation (40) et de victoires (27) dans ces Séries mondiales. Le dernier titre des Yankees a été remporté en 2009. 
Les Cardinals de Saint-Louis ont participé 19 fois à la Série mondiale, un record pour la Ligue nationale, dont ils sont l'équipe la plus titrée avec 11 sacres, le dernier en 2011.

## 1969 à 1993: les Séries de championnat
À partir de 1961, des expansions successives amènent un plus grand nombre d'équipes. En 1969, celles-ci sont pour la première fois classées en deux divisions par ligue. Chaque ligue a désormais une division Est et une division Ouest. Les clubs qui terminent en tête de ces divisions au terme de la saison régulière de 162 matchs sont opposés l'un à l'autre en éliminatoires dans ce qu'on appelle la Série de championnat.
Depuis 1969, deux séries appelées Série de championnat de la Ligue nationale et Série de championnat de la Ligue américaine précèdent donc la Série mondiale. Elles sont jouées au meilleur de cinq parties de 1969 à 1984, puis au meilleur de sept parties depuis 1985. Les Séries de championnat lancent les éliminatoires de 1969 à 1993, jusqu'à ce qu'une nouvelle ronde (celle des Séries de divisions) soit créée et programmée juste avant.
En anglais, ces Séries de championnat sont souvent désignées par les acronymes ALCS et NLCS (American League Championship Series et National League Championship Series).
Les Séries de championnat consacrent le champion de chaque ligue. Les équipes les plus titrées sont les Yankees de New York avec 40 championnats de la Ligue américaine et la franchise des Giants de San Francisco (Giants de New York jusqu'en 1957) avec 22 titres de la Ligue nationale. Cependant, plusieurs de ces championnats ont été remportés avant 1969. Depuis l'apparition des Séries de championnat, les Cardinals de Saint-Louis mènent la Ligue nationale avec 13 séries jouées et 7 victoires, tandis que dans la Ligue américaine les Yankees mènent avec 15 séries jouées et 11 remportées.

## 1995 à 2011: les Séries de divisions
Les deux ligues passent de deux à trois divisions chacune en 1994 mais une grève des joueurs cause l'annulation des éliminatoires cette année-là. Le nouveau format éliminatoire adopté pour 1994 est donc mis en application pour la première fois en 1995 et demeure inchangé jusqu'en 2011. Durant ces années, 4 équipes par ligue plutôt que deux se qualifient pour les éliminatoires. Les clubs qualifiés dans chaque ligue sont les meneurs des divisions Est, Centrale et Ouest, ainsi que la meilleure équipe n'ayant pas gagné le titre de sa division. On appelle ce dernier qualifié le meilleur deuxième, ou en anglais wild card.
Huit équipes plutôt que quatre se qualifiant pour les éliminatoires dans l'ensemble du baseball majeur (4 en Ligue nationale, 4 en Ligue américaine), celles-ci sont jouées sur trois rondes. La première ronde, disputée au meilleur de cinq parties, s'appelle la Série de divisions. Il y a deux Séries de divisions dans la Ligue nationale et deux dans la Ligue américaine, menant à l'élimination de quatre clubs. Les quatre survivants jouent ensuite les Séries de championnats, puis la Série mondiale est disputée entre les deux équipes restantes.
Une fois la série remportée (3 victoires pour une équipe), les matchs suivants n'ont pas lieu. En anglais, ces Séries de divisions sont souvent désignées par les acronymes ALDS et NLDS (American League Division Series et National League Division Series).

## Depuis 2012: 10 équipes en éliminatoires
En 2012, la MLB fait passer de huit à dix le nombre d'équipe qualifiées pour ses séries éliminatoires, cinq par ligue. Sont qualifiés les champions de chacune des 6 divisions puis, dans chaque ligue, les deux clubs non-champions montrant le meilleur pourcentage de victoires en saison régulière. Bien qu'on appelle ces derniers les « meilleurs deuxièmes », il peut dans chaque ligue s'agir d'un club de 2e place et d'un club de 3e place. Par exemple, en 2013 dans la division Centrale de la Ligue nationale, les Reds de Cincinnati sont qualifiés malgré leur 3e position, car leur pourcentage de victoires était supérieur à ceux des clubs de seconde place dans les divisions Est et Ouest.
Ce match de meilleur deuxième donne au gagnant l'accès à la ronde des Séries de divisions. La saison du perdant de ce match est terminée.

## Avantage du terrain

### Matchs de meilleurs deuxièmes
Au terme de la saison régulière, les 5 équipes de chaque ligue qualifiées pour les séries éliminatoires sont classées de la sorte : les trois équipes championnes de division sont classées #1, #2 et #3 en fonction du pourcentage de victoires qu'elles ont obtenu en saison régulière. Les équipes non-championnes sont classées #4 et #5, toujours en fonction du pourcentage de victoire. 
Les équipes classées #4 et #5 s'affrontent lors d'une première ronde éliminatoire en un seul match, avec l'avantage du terrain pour l'équipe classée #4. 

### Séries de divisions
Dans chaque ligue, les Séries de divisions opposent l'équipe classée #1 au vainqueur du match entre les équipes #4 et #5, et l'équipe #2 est opposée l'équipe #3. Ces séries se jouent au meilleur des cinq matchs sur le format 2-2-1 (2 matchs à domicile, 2 matchs à l'extérieur, 1 match à domicile) avec avantage du terrain pour les équipes au meilleur pourcentage de victoires. 

### Séries de championnat
Les Séries de championnat qui opposent, dans chaque ligue, les vainqueurs des Séries de divisions. Elle se joue au meilleur des sept matchs sur le format 2-3-2 avec avantage du terrain pour l'équipe avec le meilleur pourcentage sur la saison régulière. 

### Série mondiale
La Série mondiale conclut les éliminatoires et la saison de baseball en opposant les deux champions de ligue.
Cette série se joue au meilleur des sept matchs sur le format 2-3-2 : deux matchs à la maison, trois matchs à l'éxtérieur, deux matchs à la maison pour le détenteur de l'avantage du terrain. 
Avant 2003, l'avantage du terrain était accordé tantôt au représentant de la Nationale, tantôt à celui de l'Américaine, en alternance chaque automne.
L'avantage du terrain allait de 2003 à 2016 à l'équipe championne de la ligue qui a remporté le match des étoiles de la Ligue majeure de baseball (match qui oppose, à la mi-saison, les meilleurs joueurs de chaque ligue). Depuis 2017, il s'agit de l'équipe qui a remporté le plus de parties au cours de la saison régulière.